# Ichneumon laetus
Ichneumon laetus là một loài tò vò trong họ Ichneumonidae.